# Asedio de Latakia
El 13 de agosto de 2011, durante la fase de levantamiento civil de la guerra civil siria, el ejército sirio y la armada siria iniciaron una operación en la ciudad costera siria de Latakia, para poner fin a una rebelión anti-Assad en el campo palestino. La operación resultó en decenas de muertos y heridos. Latakia, sin embargo, ha permanecido tranquila durante todo el conflicto en Siria.

## Contexto
El campamento palestino en el área de Ramel en Latakia había sido un sitio de actividad de protesta desde marzo de 2011. El gobierno sirio afirmó que 12 personas murieron en enfrentamientos a finales de marzo, lo que llevó al despliegue de militares para restringir el movimiento hacia y desde la ciudad. y el gobierno anunciando una serie de reformas para apaciguar a los manifestantes. Los Angeles Times afirmaron que cientos de sirios fueron presuntamente arrestados, y para fines de julio, opositores en Latakia le estaban diciendo a los medios extranjeros que temían que se produjera una represión más violenta. Las protestas continuaron a pesar del aumento de la presencia de seguridad y los arrestos. Al parecer, varios civiles murieron en enfrentamientos con agentes de seguridad durante este período inicial del sitio.

## Escalada
Más de 20 tanques y vehículos blindados llegaron a Latakia el 13 de agosto, según el opositor Observatorio Sirio para los Derechos Humanos (SOHR) con sede en Londres. Informó que activistas dijeron que al menos dos civiles murieron en operaciones el 13 de agosto.
El 14 de agosto, los Comités de Coordinación Local (LCC) de la oposición afirmaron que el número de muertos aumentó dramáticamente cuando el Ejército sirio supuestamente comenzó un bombardeó las afueras de Latakia. La Organización Nacional Siria para los Derechos Humanos dijo que tenía confirmados los nombres de 26 muertos cerca de Latakia, mientras que SOHR dijo que la mayoría de las muertes fueron causadas por ametralladoras. El gobierno sirio dijo que dos oficiales de seguridad y cuatro hombres armados que aterrorizaban a los residentes murieron.
Según informes, el asalto continuó el 15 de agosto, cuando el ejército sirio ordenó a los residentes del sur y sureste de Latakia que evacuaran. Al Jazeera informó que los residentes afirmaron que los soldados arrestaban a los palestinos en el centro de Latakia, los transportaban con autobuses y los acorralaban dentro del Estadio Al-Assad. La Unión Coordinadora de la Revolución Siria, una coalición de la oposición, dijo que al menos seis personas murieron durante el día en el campamento cerca de Latakia. El gobierno sirio negó que estuviera dirigiendo cañoneros contra Latakia, calificando las afirmaciones de que carecían de fundamento, y dijo que los barcos de la costa de Latakia eran parte de una patrulla contra el contrabando. El Organismo de Obras Públicas y Socorro de las Naciones Unidas para los Refugiados de Palestina en el Cercano Oriente (OOPS) dijo que más de 5,000 palestinos se habían visto obligados a huir de un campo de refugiados en las afueras de Latakia durante el asalto. Al menos un residente informó que el distrito que contenía el campamento palestino fue bombardeado, entre otros, y que los disparos de ametralladoras pesadas estaban dirigidos a más de media docena de otros barrios de la ciudad.
Una fuente de Los Angeles Times, que afirmaba ser médico en Latakia, informó el 18 de agosto que las afirmaciones de activistas de la oposición, incluido el uso de buques de guerra para atacar la ciudad y la detención de cientos de civiles en un estadio deportivo, eran ciertas. Afirmó que más de 50 personas habían muerto desde el 14 de agosto en Latakia. Los residentes sunitas y palestinos de la ciudad fueron atacados de manera desproporcionada, según su cuenta, y los hogares fueron destruidos por los bombardeos, disparos y excavadoras para sacar a la gente al aire libre, donde muchos fueron detenidos y arrestados, información no corroborada de manera independiente.